# YM
«YM» — американський журнал для дівчат підлітків, який почав видаватися в 1932 році. Останній випуск вийшов в 2004 році.

## Історія
Журнал публікувався протягом 72 років. Після журналу «Seventeen», «YM» є другим найстарішим журналом для дівчат підлітків США.
Його історія починається в 1932 році, коли він був розділений на дві частини. Перша називалась «Compact» і орієнтувалася на старших підлітків; друга мала назву «Calling All Girls» і була орієнтована на більш юних підлітків та мала колонку під назвою «Say Anything», в якій дівчата публікували історії зі свого життя. Туди ж входила серія коміксів «Pepper Ann».
В кінці 60-х два журнали злились в один; новий продукт почав називатися «Young Miss». Він містив мало інформації і мав декілька сторінок. У 80-х роках журнал побачив багато змін: він зріс у розмірі, знову була змінена назва (тепер він називався «Young & Modern»), редактором стала Бонні Фуллер (англ. Bonnie Fuller).
Остання зміна назви відбулася в 2000: тепер він почав називатися «Your Magazine», скорочено «YM». В 2002 році тодішній редактор, Кристина Келлі анонсувала, що журнал більше не буде писати колонки про харчування.
Публікація журналу припинилась у 2004 with the December–January issue., а видання за грудень-січень стало останнім. На заміну йому підписникам висилали журнал «Teen Vogue». Наразі журнал більше не видається онлайново, а його домен прив'язаний до сайту «Teen Vogue».
Видавництвом журналу займалася компанія «Gruner + Jahr» аж поки його не перекупили «Condé Nast Publications» в жовтні 2004. Нові володарі отримали повні права на назву й фірмовий знак, домен в інтернеті (http://www.ym.com [Архівовано 9 листопада 2020 у Wayback Machine.]) та всі документи.